# Avarn Security
Avarn Security AB är ett svenskt bevakningsföretag som började som statliga ABAB 1964. Efter en rad omstruktureringar privatiserades bolaget 1995 och såldes till franska Sodexo och har sedermera bytt ägare ett flertal gånger och bland annat varit ägt av norska Sector Alarm AS. Sector Alarm AS förvärvade en aktiepost i den norska Nokas-koncernen, i utbyte mot bland annat AVARN-koncernen. Hösten 2019 började man ett samgående mellan AVARN Security Services AB och AVARN Security Solutions AB med Nokas Security AB. Från och med den första januari 2020 heter det nya företaget Avarn Security AB. Bolaget har innan Avarns förvärv ingått i G4S och Falck-koncernen.

## Galleri

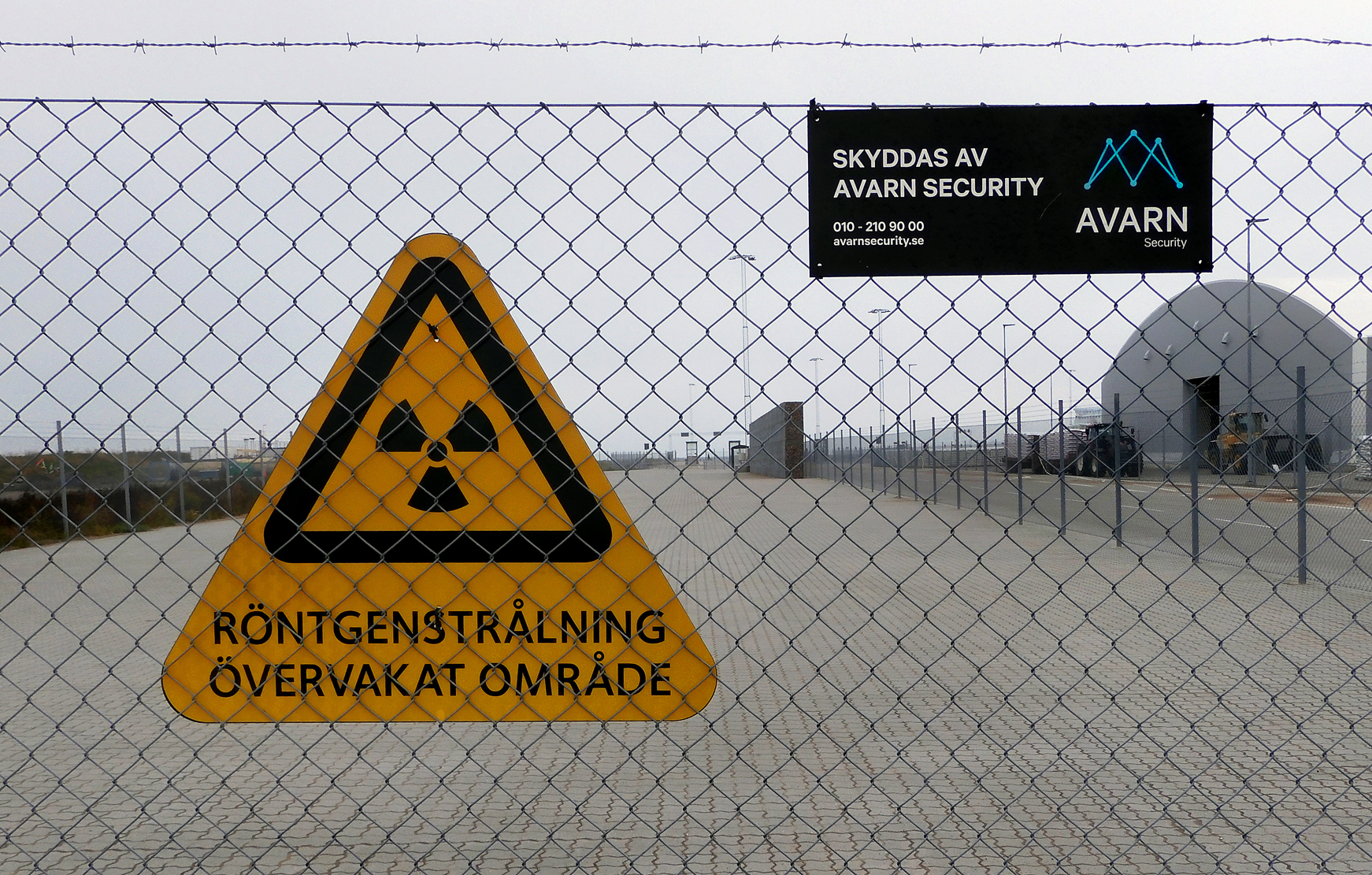
Ett av Avarn Security bevakat område för röntgen av fordon i Ystads hamn.
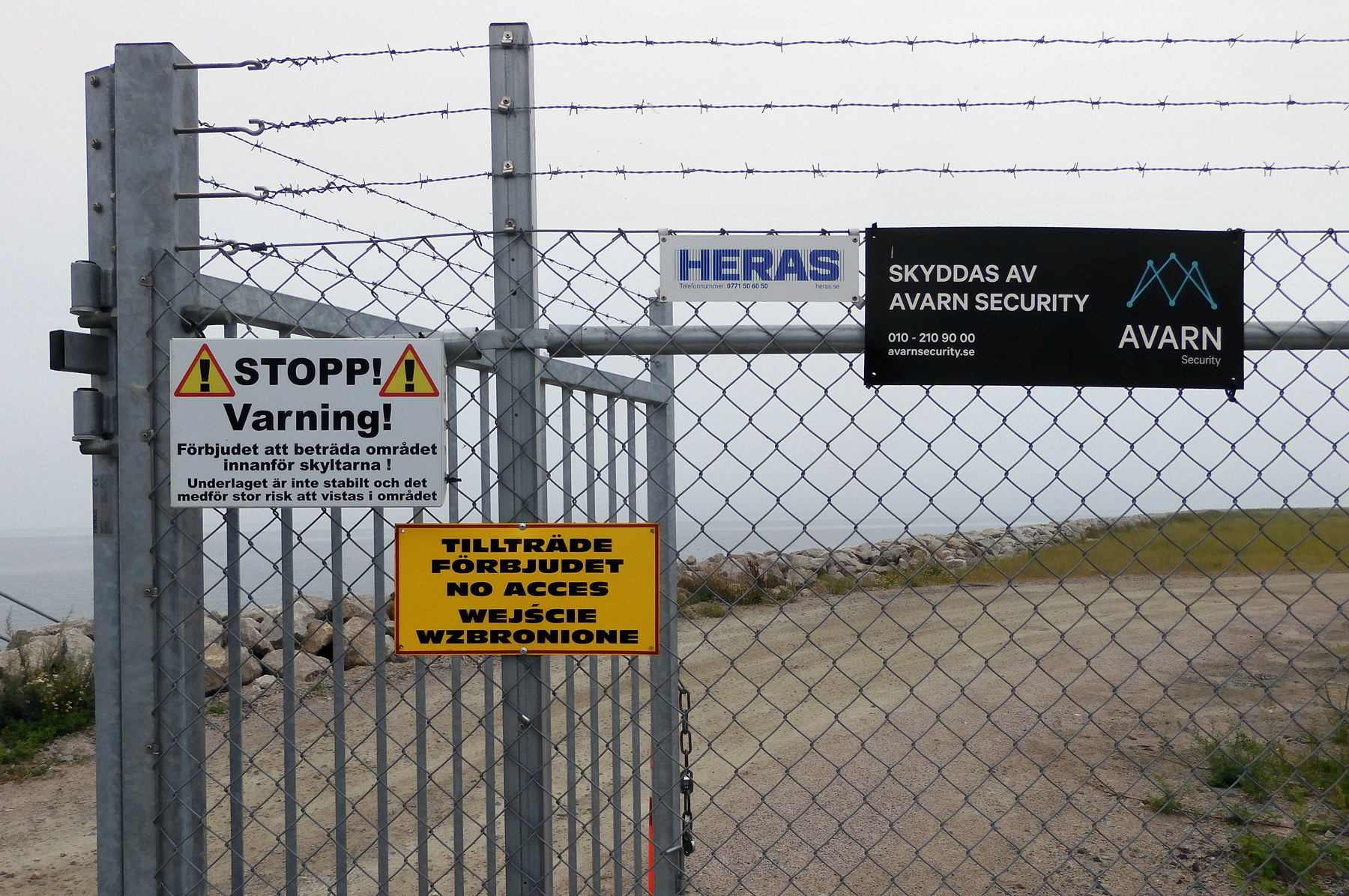
En skylt från Avarn på ett stängsel.